# Everybody (singel Rocco)
Everybody – singel niemieckiego producenta muzycznego Rocco wydany 9 października 2001 roku. Piosenka trafiła na album producenta Dancecore.

## Lista utworów
- Płyta gramofonowa (9 października 2001)[1]

A „Everybody” (Club Mix)
AA „Everybody” (Riphouse Mix)
- CD maxi singel (25 lutego 2002)[2]

1. „Everybody” (Single Edit) – 3:24
2. „Everybody” (Riphouse Edit) – 3:59
3. „Everybody” (Klubbingman Remix Edit) – 3:58
4. „Everybody” (Club Mix) – 6:35
5. „Everybody” (Ole van Dansk Remix) – 5:40
6. „Everybody” (Klubbingman Remix) – 6:53
7. „Everybody” (Junkfood Junkies Remix) – 6:37

## Produkcja
Singel został wyprodukowany przez Pulsedrivera, Rocco i SeBass-Tiana.

## Teledysk
Teledysk do utworu powstał w 2001 roku.

## Pozycje na listach i sprzedaż
| Kraj       | Lista (2002)    | Najwyższa pozycja |
| ---------- | --------------- | ----------------- |
| Niemcy     | Top 100 Singles | 9                 |
| Austria    | Singles Top 75  | 19                |
| Szwajcaria | Singles Top 100 | 53                |